# Prémio Pulitzer de Reportagem Local
O Prémio Pulitzer de Reportagem Local é um prémio entregue a um exemplo de "reportagem local que ilumine assuntos ou preocupações significantes." Este Prémio Pulitzer foi primeiro entregue em 1948. Tal como a maioria dos Pulitzers o vencedor recebe um prémio de 10.000 dólares americanos.

## História
O Prémio Pulitzer de Reportagem Local foi primeiro entregue de 1948 até 1952. A partir de 1953, foram criados pelo comité dois prémios de Reportagem Local: o Reportagem Local, Edição Temporal e o Reportagem Local, Sem Edição Temporal.
Em 1964 os Pulitzers de Reportagem Local foram novamente renomeados para "Reportagem Especializada Investigativa Local " e "Local Geral ou Furo de reportagem desportiva". Estes prémios existiram até 1984.
Em 1985, foram criados novos Prémios Pulitzer, o Prémio Pulitzer de Jornalismo Explicativo (mais tarde renomeado para "Reportagem Explicativa"), o Prémio Pulitzer de Reportagem de Notícias Gerais (mais tarde renomeado para "Furo de Reportagem"), o Prémio Pulitzer de Reportagem Investigativa, e o Prémio Pulitzer de Reportagem Especializada. Nenhum destes prémios foi reservado especificamente para a reportagem local. 
Em 2006, o comité do prémio anunciou que o Prémio Pulitzer de Reportagem Especializada iria ser substituído por um Prémio Pulitzer de Reportagem Local recreado.  Debbie Cenziper do The Miami Herald foi a primeira repórter a vencer o recreado Pulitzer de Reportagem Local.
O Comité Pulitzer emite uma justificação oficial explicando as razões da atribuição do prémio.

## Vencedores

### De 1948 a 1952
- 1948: George E. Goodwin, Atlanta Journal, "Pela sua história da fraude eleitoral de Telfair County," publicado em 1947.
- 1949: Malcolm Johnson, New York Sun, "Pela sua série de 24 artigos intitulados "Crime na Orla" na cidade de Nova Iorque."  (O filme On the Waterfront baseou-se nesta série de artigos.)
- 1950: Meyer Berger, The New York Times, "Pela sua história de 4.000 palavras sobre os assassinatos em série por Howard Unruh em Camden, N.J."
- 1951: Edward S. Montgomery, San Francisco Examiner, "Pela sua série de artigos sobre fraudes fiscais que culminaram na revelação dentro do Bureau of Internal Revenue."
- 1952: George De Carvalho, San Francisco Chronicle, "Pelas suas histórias sobre extorsões "ransom racket" de dinheiro de chineses nos Estados Unidos relacionados com relações existentes na China Vermelha."

### De 2007 até ao presente
- 2007: Debbie Cenziper, Miami Herald, "Por reportagens sobre resíduos, favoritismo e falta de supervisão na agência de habitação de Miami que resultou em despedimentos, investigações e condenações."
- 2008: David Umhoefer, Milwaukee Journal Sentinel, "Pelas suas histórias de fugas de impostos de pensões de funcionários do county, gerando mudanças e a condenação possível de figuras proeminentes."
- 2009: (dois vencedores) Redacção do Detroit Free Press, e notavelmente Jim Schaefer e M.L. Elrick, "pela sua revelação de um padrão de mentiras do Presidente de Câmara Municipal Kwame Kilpatrick que incluiu a negação de uma relação sexual com a sua chefe de equipa, conduzindo a uma investigação de perjúrio que eventualmente levou à prisão dos dois funcionários
- 2009: (dois vencedores) Ryan Gabrielson e Paul Giblin do East Valley Tribune, "pelo seu uso inteligente dos recursos limitados para revelar, na versão impressa e online, como é que o foco de um sherife popular na fiscalização da emigração pôs em perigo uma investigação de um crime violento e outros aspectos da segurança pública."
- 2010: Raquel Rutledge do Milwaukee Journal Sentinel "pelas suas reportagens aguçadas sobre fraudes e abusos num programa de guarda de crianças para pais trabalhadores de baixos rendimentos que extorquiu os contribuintes e pôs em perigo as crianças, resultando num desmantelamento estadual e federal dos fornecedores."
- 2011: Frank Main, Mark Konkol, e John J. Kim do Chicago Sun-Times, "Pela sua documentação imersiva sobre a violência nas vizinhanças de Chicago, explorando as vidas de vítimas, criminosos e detectives, pois um código generalizado de silêncio impede as soluções."
- 2012: Sara Ganim e a redacção do The Patriot-News, "Pela revelação corajosa e cobertura hábil do explosivo escândalo sexual de Penn State envolvendo o antigo treinador de futebol americano Jerry Sandusky."
- 2013: Brad Schrade, Jeremy Olson e Glenn Howatt do Star Tribune, Minneapolis, "Pelas suas reportagens sobre o pico das mortes infantis em creches mal regulamentadas, resultando na acção legislativa para reforçar as regras."[4]
- 2014: Will Hobson e Michael LaForgia do Tampa Bay Times "pela sua investigação implacável das condições miseráveis que marcaram o habitação para a população substancial sem abrigo da cidade, que levaram a reformas rápidas."[5]
- 2015: Rob Kuznia, Rebecca Kimitch e Frank Suraci do Daily Breeze "pela sua análise à corrupção alargada num pequeno e preso em dinheiro distrito escolar, que incluíu um uso impressionante do website do jornal."[6]